# Max Wheeler
Max Woodfield Wheeler (15 d'octubre de 1946, Pinner, Middlesex) és un dels lingüistes i estudiosos britànics més experts en llengua catalana. És un coeditor de l'edició electrònica de la Revista Internacional de Catalanística (Journal of Catalan Studies).
Va cursar estudis a la Pinner Grammar School, al Corpus Christi College, d'Oxford (BA 1969) i després es doctorà al Queen's College (Oxford) (1975), i estudià a més a la Universitat de Barcelona (entre 1971 i 1973). Després esdevingué lector en lingüística a la Universitat de Liverpool entre 1973 i 1989. A partir de 1989 i fins que es va jubilar el 2007, va ser lector, professor i professor emèrit de lingüística a la Universitat de Sussex.
A més, fa recerca sobre la fonologia i el canvi a la morfologia infleccional. Ha publicat un llibre en anglès sobre la fonologia del català per a la sèrie de The Phonology of the World's Languages. Ha sigut un dels experts de l'Oxford English Dictionary of etymology on ha tractat gairebé 2.000 temes vinculats al català, a l'occità i al castellà. Ha formulat el principi fonètic aplicable al català anomenat Llei de Wheeler. I, també, ha estudiat la divergència dialectal en la morfologia infleccional basant-se en les llengües romàniques.
Des de 1997 és membre corresponent de la Secció Filològica de l'Institut d'Estudis Catalans. El 2013 rebé el Premi Internacional Ramon Llull.

## Obres
- The Phonology of Catalan (2005)[3]
- «La lenició en la fonologia catalana: perspectives teòriques i empíriques arran dels Etnotextos de l'ALDC»[4]
- «Morfologia 5: Flexió verbal irregular i verbs defectius»[5]
- Catalan: a Comprehensive Grammar (amb Alan Yates i Nicolau Dols, 1999)[6]

## Reconeixement[7]
- Secretari honorari de l'Anglo-Catalan Society
- Premi Pompeu Fabra (1972)[8]
- Premi Nicolau Olwer (1975)[9]
- Premi Internacional Ramon Llull (2013), per la seva contribució a la difusió exterior de la llengua i la literatura catalanes.